# Evelyn Preer
Evelyn Preer (nascida Jarvis; 26 de julho de 1896 – 17 de novembro de 1932) foi uma atriz afro-americana pioneira no cinema e no palco e cantora de jazz e blues em Hollywood durante o final da década de 1910 até o início da década de 1930. Preer era conhecida na comunidade negra como "A primeira-dama da tela".
Ela foi a primeira atriz negra a ganhar celebridade e popularidade. Ela apareceu em filmes e produções teatrais inovadores, como a primeira peça de um dramaturgo negro a ser produzida na Broadway, e a primeira produção no estilo nova-iorquino com elenco negro na Califórnia em 1928, em uma revivificação de uma peça adaptada de Rain de Somerset Maugham.

## Juventude
Evelyn Jarvis nasceu em Vicksburg, Mississippi, em 26 de julho de 1896. Depois que seu pai, Frank, morreu prematuramente, ela se mudou com sua mãe, Blanche, e seus outros três irmãos para Chicago, Illinois. Ela concluiu o ensino fundamental e o ensino médio em Chicago. Suas primeiras experiências no vaudeville e na “pregação de rua” com sua mãe foram o que impulsionou sua carreira de atriz.

## Carreira no cinema
Aos 23 anos, o primeiro papel de Preer no cinema foi no filme de estreia de Oscar Micheaux, The Homesteader, em 1919, no qual ela interpretou Orlean. Preer foi promovida por Micheaux como sua atriz principal com uma turnê constante de aparições pessoais e uma campanha publicitária. Ela foi uma das primeiras mulheres afro-americanas a se tornar uma estrela para a comunidade negra. Ela também atuou em Within Our Gates (1920), de Micheaux, no qual interpreta Sylvia Landry, uma professora que precisa arrecadar dinheiro para salvar sua escola.

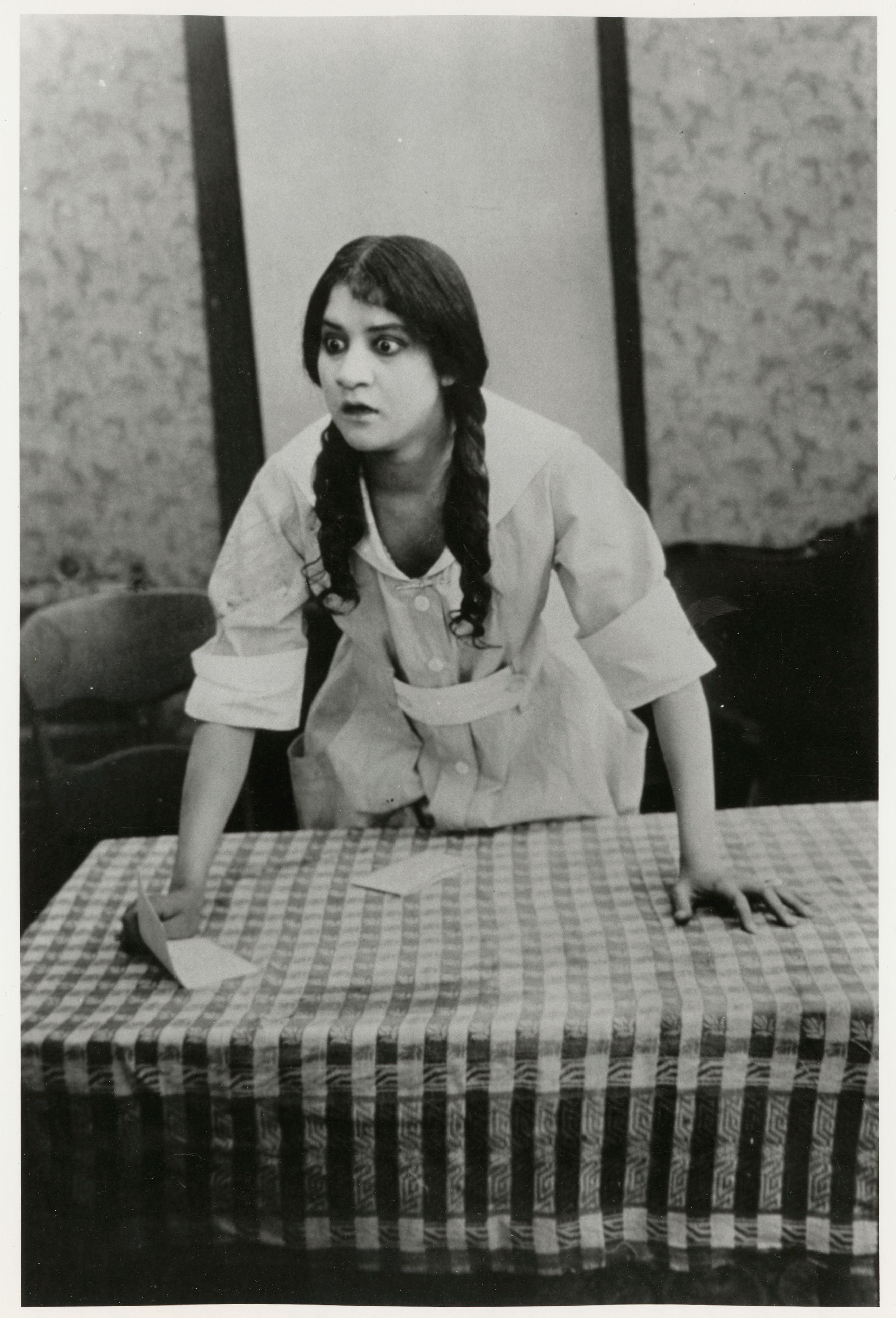
Quadro do filme de Oscar Micheaux de 1919, Within Our Gates

Ela continuou sua carreira estrelando 19 filmes. Micheaux desenvolveu muitos de seus filmes subsequentes para mostrar a versatilidade de Preer. Estes incluíram The Brute (1920), The Gunsaulus Mystery (1921), Deceit (1923), Birthright (1924), The Devil's Disciple (1926), The Conjure Woman (1926) e The Spider's Web (1926). Preer estreou no cinema falado no musical de corrida Georgia Rose (1930). Em 1931, ela atuou com Sylvia Sidney no filme Ladies of the Big House. Sua última atuação no cinema foi como Lola, uma prostituta, no filme Blonde Venus de 1932, de Josef von Sternberg, com Cary Grant e Marlene Dietrich. Preer foi elogiada tanto pela imprensa negra quanto pela branca por sua capacidade de ter sucesso contínuo em papéis cada vez mais desafiadores, "... seus papéis variavam de vilão a heroína, um atributo que muitas atrizes negras que trabalharam na história do cinema de Hollywood não tiveram o privilégio ou o luxo de desfrutar." Apenas seu filme de Micheaux e três curtas sobreviveram. Ela era conhecida por se recusar a desempenhar papéis que ela acreditava humilharem os afro-americanos.

## Carreira no teatro
Em 1920, Preer ingressou na The Lafayette Players, uma sociedade anônima de teatro em Chicago fundada em 1915 por Anita Bush, uma atriz pioneira de teatro e cinema conhecida como “A Pequena Mãe do Drama Negro”. Bush e sua trupe viajaram pelos EUA. para levar o teatro legítimo ao público negro em uma época em que os teatros eram racialmente segregados por lei no Sul, e muitas vezes por costume no Norte, e o interesse pelo vaudeville estava desaparecendo. Os Lafayette Players trouxeram o drama para o público negro, o que o fez florescer. até o seu fim durante a Grande Depressão.
Em meados da década de 1920, Preer começou a atrair a atenção da imprensa branca e começou a aparecer em filmes crossover e peças teatrais. Em 1923, ela atuou na produção do Ethiopian Art Theatre de The Chip Woman's Fortune, de Willis Richardson. Esta foi a primeira peça dramática de um dramaturgo afro-americano a ser produzida na Broadway e durou duas semanas. Em 1926, Preer apareceu na Broadway na produção de Lulu Belle de David Belasco. Preer apoiou e subestudou Lenore Ulric no papel principal do drama de Edward Sheldon sobre uma prostituta do Harlem. Ela foi aclamada por Sadie Thompson em uma revivificação da peça de Somerset Maugham na Costa Oeste sobre uma mulher caída.
Ela voltou aos Lafayette Players para essa produção em seu primeiro show em Los Angeles, no Lincoln Center. Sob a liderança de Robert Levy, Preer e seus colegas atuaram na primeira peça no estilo nova-iorquino com atores negros produzida na Califórnia. Naquele ano, ela também apareceu em Rain, peça adaptada do conto de Maugham de mesmo nome.
Preer também cantou em cabaré e teatro musical, onde ocasionalmente foi acompanhada por músicos diversos como Duke Ellington e Red Nichols no início de suas carreiras. Preer foi considerada por muitos como a maior atriz de seu tempo.

## Casamento e família
Preer casou-se com Frank Preer em 16 de janeiro de 1915, em Chicago. Ela conheceu seu segundo marido, Edward Thompson, quando ambos atuavam com os Lafayette Players em Chicago. Eles se casaram em 4 de fevereiro de 1924, no condado de Williamson, Tennessee. Algumas fontes indicam que Preer era casado com Lawrence Chenault.
Em abril de 1932, Preer deu à luz sua única filha, a filha Edeve Thompson.

## Morte
Desenvolvendo complicações pós-parto, Preer morreu de pneumonia em 17 de novembro de 1932, em Los Angeles, aos 36 anos. Seu marido continuou como um protagonista popular e "pesado" em vários filmes de corrida ao longo das décadas de 1930 e 1940, e morreu em 1960.
A filha deles, Edeve Thompson, converteu-se ao catolicismo ainda adolescente. Mais tarde, ela ingressou nas Irmãs de São Francisco de Oldemburgo, Indiana, onde ficou conhecida como Irmã Francesca Thompson, O.S.F., e tornou-se acadêmica, lecionando na Universidade Marian em Indiana e na Universidade Fordham na cidade de Nova Iorque.

## Filmografia
- The Homesteader (1919)
- Within Our Gates (1920)
- The Brute (1920)
- The Gunsaulus Mystery (1921)
- Deceit (1923)
- Birthright (1924)
- The Devil's Disciple (1926)
- The Conjure Woman (1926)
- The Spider's Web (1926)
- The Framing of the Shrew (1928)
- Melancholy Dame (1928)
- Oft in the Silly Night (1928)
- The Lady Fare (1929)
- Brown Gravy (1929)
- The Widow's Bite (1929)
- Georgia Rose (1930)
- The Good Sport (1931) sem créditos
- Ladies of the Big House (1931)
- Blonde Venus (1932)

## Teatro
- Rang Tang (1927), Royale Theatre, Cidade de Nova Iorque
- The Noose (1928), Lincoln Theater, Los Angeles, California